# Aero Tropical
Aero Tropical es una aerolínea con base en Angola. La aerolínea fue fundada en 1996 y cesó en 1999.

## Accidentes e Incidentes
El 27 de febrero de 1996 un Antonov An-12 (matriculado ER-ACE) de Aero Tropical se estrelló cerca de Lukapa, Angola.